# Toxorhina (Ceratocheilus) contractifrons
Toxorhina (Ceratocheilus) contractifrons is een tweevleugelige uit de familie steltmuggen (Limoniidae). De soort komt voor in het Oriëntaals gebied.